# 델타 항공의 운항 노선
2020년 1월 기준, 아래는 델타 항공의 취항지 목록이다.

## 운항 노선

### 아시아

#### 동아시아
- 대한민국
  - 서울 - 인천국제공항 허브
- 중화인민공화국
  - 베이징 - 베이징 다싱 국제공항
  - 상하이 - 상하이 푸둥 국제공항
- 일본
  - 도쿄 - 하네다 국제공항
  - 나고야 - 주부 센토레아 국제공항
  - 오사카 - 간사이 국제공항

#### 동남아시아
- 필리핀
  - 마닐라 - 니노이 아키노 국제공항

#### 남아시아
- 인도
  - 뭄바이 - 차트라파티 시바지 국제공항

#### 서남아시아
- 이스라엘
  - 텔아비브 - 벤구리온 국제공항

### 아프리카

#### 서아프리카
- 가나
  - 아크라 - 코토카 국제공항
- 나이지리아
  - 라고스 - 무르탈라 모하메드 국제공항
- 세네갈
  - 다카르 - 블레즈 디아뉴 국제공항

#### 남아프리카
- 남아프리카 공화국
  - 요하네스버그 - OR 탐보 국제공항

### 유럽

#### 서유럽
- 영국
  - 런던
    - 런던 히드로 국제공항
    - 런던 개트윅 국제공항

  - 글래스고 - 글래스고 공항 계절편
  - 맨체스터 - 맨체스터 공항
  - 에든버러 - 에든버러 공항
- 프랑스
  - 파리 - 파리 샤를 드 골 국제공항 허브
  - 니스 - 니스 코트다쥐르 공항 계절편
- 독일
  - 뒤셀도르프 - 뒤셀도르프 국제공항
  - 뮌헨 - 뮌헨 국제공항
  - 슈투트가르트 - 슈투트가르트 공항
  - 프랑크푸르트 - 프랑크푸르트 국제공항
- 아일랜드
  - 더블린 - 더블린 공항
  - 섀넌 - 섀넌 공항 계절편
- 네덜란드
  - 암스테르담 - 암스테르담 스키폴 국제공항 허브
- 벨기에
  - 브뤼셀 - 브뤼셀 국제공항

#### 중유럽
- 스위스
  - 취리히 - 취리히 국제공항

#### 남유럽
- 그리스
  - 아테네 - 아테네 국제공항
- 스페인
  - 마드리드 - 마드리드 바라하스 국제공항
  - 바르셀로나 - 바르셀로나 엘프라트 국제공항
  - 말라가 - 말라가 공항 계절편
- 이탈리아
  - 로마 - 레오나르도 다 빈치 국제공항
  - 밀라노 - 밀라노 말펜사 국제공항
  - 베니스 - 베니스 마르코 폴로 국제공항
- 포르투갈
  - 리스본 - 리스본 포르텔라 국제공항 계절편
  - 폰타델가다 - 조앙 파울루 2세 공항

#### 동유럽
- 체코
  - 프라하 - 프라하 바츨라프 하벨 국제공항

#### 북유럽
- 덴마크
  - 코펜하겐 - 코펜하겐 카스트럽 국제공항 계절편
- 아이슬란드
  - 레이캬비크 - 케플라비크 국제공항 계절편

### 아메리카

#### 북아메리카
- 미국
  - 워싱턴 D.C.
    - 워싱턴 덜레스 국제공항
    - 로널드 레이건 워싱턴 내셔널 공항

  - 네바다주
    - 라스베이거스 - 매캐런 국제공항
    - 리노 - 리노-타호 국제공항

  - 네브래스카주
    - 오마하 - 에프리 비행장

  - 노스다코타주
    - 파고 - 헥터 국제공항
    - 비스마르크 - 비스마르크 공항

  - 노스캐롤라이나주
    - 그린즈버러 - 피트몬트 트라이어드 국제공항
    - 샬롯 - 샬롯 더글러스 국제공항
    - 롤리/더럼 - 롤리 더럼 공항
    - 페이어트빌 - 페이어트빌 리저널 공항

  - 뉴멕시코주
    - 앨버커키 - 앨버커키 국제 선포트

  - 뉴욕주
    - 뉴욕
      - 존 F. 케네디 국제공항 허브
      - 라과디아 공항 허브[3]

    - 로체스터 - 메트로폴리탄 로체스터 국제공항
    - 버팔로 - 버팔로 나이아가라 국제공항
    - 시라큐스 - 시라큐스 핸콕 국제공항
    - 올버니 - 올버니 국제공항
    - 화이트 플레인 - 웨스트 체스터 카운티 공항

  - 뉴저지주
    - 뉴어크 - 뉴어크 리버티 국제공항

  - 뉴햄프셔주
    - 맨체스터 - 맨체스터 보스턴 지역 공항

  - 로드아일랜드주
    - 프로비던스 - TF 그린 공항

  - 루이지애나주
    - 뉴올리언스 - 루이 암스트롱 뉴올리언스 국제공항

  - 메릴랜드주
    - 볼티모어 - 볼티모어 워싱턴 국제공항

  - 매사추세츠주
    - 보스턴 - 로건 국제공항

  - 메인주
    - 포틀랜드 - 포틀랜드 국제공항

  - 몬태나주
    - 빌링스 - 빌링스 로건 국제공항
    - 칼리스팰 - 글래이셔 파크 국제공항 계절편
    - 비즈몬 - 갤러틴 필드 계절편

  - 미네소타주
    - 미니애폴리스/세인트폴 - 미니애폴리스 세인트폴 국제공항 허브

  - 미시간주
    - 디트로이트 - 디트로이트 메트로폴리탄 웨인 카운티 국제공항 허브
    - 그랜드 래피즈 - 제럴드 R. 포드 국제공항
    - 플린트 - 비숍 국제공항
    - 트래버스 시티 - 체리 캐피탈 공항 계절편

  - 미시시피주
    - 빌럭시/걸프포트 - 걸프포트 빌럭시 국제공항
    - 잭슨 - 잭슨 국제공항

  - 미주리주
    - 세인트 루이스 - 램버트 세인트 루이스 국제공항
    - 캔자스 시티 - 캔자스 시티 국제공항

  - 버몬트주
    - 벌링턴 - 벌링턴 국제공항

  - 버지니아주
    - 노퍽/버지니아 비치 - 노퍽 국제공항
    - 뉴포트뉴스/월리엄즈버그 - 뉴포트뉴스 월리엄즈버그 국제공항
    - 리치몬드 - 리치몬드 국제공항

  - 사우스다코타주
    - 래피드 시티 - 래피드 시티 지역 공항
    - 수폴스 - 수폴스 지역 공항
    - 폴스 - 폴스 지역 공항

  - 사우스캐롤라이나주
    - 그린빌 - 그린빌 스파 국제공항
    - 머틀 비치 - 머틀 비치 국제공항
    - 스파턴버그 - 스파턴버그 공항
    - 찰스턴 - 찰스 국제공항
    - 콜롬비아 - 콜롬비아 메트로 폴리탄 공항 계절편

  - 아이다호주
    - 보이즈 - 보이즈 공항

  - 아이오와 주
    - 데스모인스 - 데스 모인스 국제공항

  - 아칸소주
    - 리틀 록 - 리틀 록 국립 공항

  - 알래스카주
    - 앵커리지 - 테드 스티븐스 앵커리지 국제공항
    - 페어뱅크스 - 페어뱅크스 국제공항 계절편

  - 애리조나주
    - 피닉스 - 피닉스 스카이 하버 국제공항
    - 투손 - 투손 국제공항

  - 앨라배마주
    - 버밍햄 - 버밍엄 셔틀스워스 국제공항
    - 헌츠빌/디카터 - 헌츠빌 국제공항
    - 모바일/패스커쿨라 - 모바일 리저널 공항

  - 오리건주
    - 포틀랜드 - 포틀랜드 국제공항

  - 오클라호마주
    - 털사 - 털사 국제공항
    - 오클라호마시티 - 윌 로저스 월드 공항

  - 오하이오주
    - 데이턴 - 데이턴 국제공항
    - 콜럼버스 - 포트 콜럼버스 국제공항
    - 클리블랜드 - 클리블랜드 홉킨스 국제공항
    - 애크런 - 애크런 캔턴 지역 공항

  - 와이오밍주
    - 잭슨 홀 - 잭슨 홀 공항 계절편

  - 워싱턴주
    - 시애틀 - 시애틀 터코마 국제공항
    - 스포켄 - 스포캔 국제공항

  - 위스콘신주
    - 밀워키 - 제너럴 미첼 국제공항
    - 그린베이 - 오스틴 스트로벌 국제공항
    - 매디슨 - 데인 카운티 지역 공항

  - 유타주
    - 솔트레이크시티 - 솔트레이크시티 국제공항 허브

  - 인디애나주
    - 인디애나폴리스 - 인디애나폴리스 국제공항
    - 사우스벤드 - 사우스벤드 국제공항

  - 일리노이주
    - 시카고
      - 오헤어 국제공항
      - 시카고 미드웨이 국제공항

  - 조지아주
    - 애틀랜타 - 하츠필드 잭슨 애틀랜타 국제공항 메인 허브
    - 사바나 - 사바나 국제공항
    - 오거스타 - 오거스타 지역 공항

  - 캔자스주
    - 위치타 - 위치타 미드 카운티 공항

  - 캘리포니아주
    - 로스앤젤레스 - 로스앤젤레스 국제공항
    - 샌프란시스코 - 샌프란시스코 국제공항
    - 샌디에고 - 샌디에고 국제공항
    - 새크라멘토 - 새크라멘토 국제공항
    - 산호세 - 산호세 국제공항
    - 오클랜드 - 오클랜드 국제공항
    - 온타리오 - 온타리오 국제공항
    - 팜스프링스 - 팜스프링스 국제공항 계절편
    - 롱 비치 - 롱비치 공항
    - 산타아나 - 존 웨인 공항

  - 켄터키주
    - 코빙톤/신시내티 - 신시내티 노던켄터키 국제공항 허브
    - 루이빌 - 루이빌 국제공항
    - 렉싱턴 - 블루 잔디 공항

  - 코네티컷주
    - 하트포드 - 브래들리 국제공항

  - 콜로라도주
    - 덴버 - 덴버 국제공항
    - 콜로라도스프링스 - 콜로라도 스프링스 공항
    - 스팀보트스프링스 - 얌파 밸리 공항 계절편
    - 베일 - 이글 카운티 공항 계절편
    - 텔라이드에 - 몬트 리저널 공항 계절편

  - 테네시주
    - 멤피스 - 멤피스 국제공항 허브
    - 내쉬빌 - 내쉬빌 국제공항
    - 녹스빌 - 맥기 타이슨 공항

  - 텍사스주
    - 댈러스 - 댈러스 포트워스 국제공항
    - 휴스턴
      - 조지 부시 인터콘티넨털 공항
      - 윌리엄 P. 하비 공항

    - 샌안토니오 - 샌안토니오 국제공항
    - 오스틴 - 오스틴 벅스트롬 국제공항
    - 엘파소 - 엘파소 국제공항

  - 펜실베이니아주
    - 필라델피아 - 필라델피아 국제공항
    - 피츠버그 - 피츠버그 국제공항
    - 해리스 - 해리스 버그 국제공항
    - 앨런 타운 - 리하이 밸리 국제공항 계절편

  - 플로리다주
    - 마이애미 - 마이애미 국제공항
    - 데이토나 - 데이토나 비치 국제공항
    - 멜버른 - 멜버른 국제공항
    - 사라소타 - 사라소타 브레던톤 국제공항
    - 웨스트팜비치 - 팜비치 국제공항
    - 올랜도 - 올랜도 국제공항
    - 잭슨빌 - 잭슨빌 국제공항
    - 키웨스트 - 키웨스트 국제공항
    - 탬파 - 탬파 국제공항
    - 파나마 시티 - 노스웨스트 플로리다 비치 국제공항
    - 펜사콜라 - 펜사콜라 국제공항
    - 포트로더데일 - 포트로더데일 할리우드 국제공항
    - 포트마이어스 - 사우스 플로리다 국제공항
    - 탤러해시 - 탤러해시 지역 공항
    - 포트월튼비치/발파라이소 - 노스웨스트 플로리다 지역 공항

  - 하와이주
    - 호놀룰루 - 호놀룰루 국제공항
    - 코나 - 코나 국제공항
    - 카훌루이 - 카훌루이 공항
    - 리후에 - 리후에 공항
- 캐나다
  - 밴쿠버 - 밴쿠버 국제공항 계절편
  - 토론토 - 토론토 피어슨 국제공항
  - 캘거리 - 캘거리 국제공항 계절편
- 멕시코
  - 멕시코시티 - 멕시코시티 국제공항
  - 캉쿤 - 캉쿤 국제공항
  - 과달라하라 - 미겔 이달고 이 코스티야 국제공항
  - 마사틀란 - 제너럴 라파엘 블루나 국제공항
  - 산호세델카보 - 로스카보스 국제공항
  - 이스타바-지후아타네호 - 이스타바 지후아타네호 국제공항
  - 코수멜 - 코수멜 국제공항
  - 푸에르토바야르타 - 리크 구스타보 디아즈 오르다즈 국제공항
- 버뮤다
  - 해밀턴 - L.F. 웨이드 국제공항

#### 중앙아메리카
- 과테말라
  - 과테말라시티 - 라오로라 국제공항
- 니카라과
  - 마나과 - 아우구스토 C. 산디노 국제공항
- 벨리즈
  - 벨리즈시티 - 필립 S. W. 골드슨 국제공항
- 엘살바도르
  - 산살바도르 - 산살바도르 국제공항
- 온두라스
  - 로엔텐 - 후안 마누엘 갈베스 국제공항
  - 산페드로술라 - 라몬 빌레다 모랄레스 국제공항
  - 테구시갈파 - 토콘틴 국제공항
- 코스타리카
  - 리베리아 - 다니엘 올드버 쿠토스 국제공항
  - 산호세 - 후안 산타마리아 국제공항
- 파나마
  - 파나마시티 - 토쿠멘 국제공항

#### 남아메리카
- 가이아나
  - 조지타운 - 체디 차카 국제공항
- 베네수엘라
  - 카라카스 - 시몬 볼리바르 국제공항
- 브라질
  - 리우데자네이루 - 리우데자네이루 갈레앙 국제공항
  - 상파울루 - 상파울루 구아룰류스 국제공항
- 아르헨티나
  - 부에노스아이레스 - 미니스토로 피스타리니 국제공항
- 에콰도르
  - 키토 - 마리스칼 수크레 국제공항
  - 과야킬 - 호세 호아킨데 올메도 국제공항 계절편
- 칠레
  - 산티아고 - 코모도 아르투로 메리노 베니테스 국제공항
- 콜롬비아
  - 보고타 - 엘도라도 국제공항
  - 카르타헤나 - 라파엘 누녜스 국제공항
- 페루
  - 리마 - 호르헤 차베스 국제공항

#### 카리브해
- 그레나다
  - 세인트조지스 - 모리스 비숍 국제공항 계절편
- 도미니카 공화국
  - 산토도밍고 - 라스 아메리카 국제공항
  - 산티아고데로스카바예로스 - 시바오 국제공항
  - 푼타카나 - 푼타카나 국제공항
- 바하마
  - 프리포트 - 그랜드 바하마 국제공항
- 영국령 버진아일랜드
  - 세인트 토마스 - 시릴 E. 킹 공항
  - 세인트 크로 - 헨리 E. 로이슨 공항
- 네덜란드령 보네어 섬
  - 크랄렌데이크 - 플라밍고 국제공항
- 네덜란드령 세인트마틴
  - 신트마르턴 - 프린세스 줄리아나 국제공항
- 세인트키츠 네비스
  - 세인트 키츠 - 로버트 L. 브래드쇼 국제공항
- 세인트루시아
  - 비외포르 구 - 하와노리아 국제공항
- 앤티가 바부다
  - 세인트존스 - VC 버드 국제공항
- 아루바
  - 오라녜스타트 - 퀸 비어트릭스 국제공항
- 자메이카
  - 킹스턴 - 킹스턴 국제공항
  - 몬테네베이 - 상스터 국제공항
- 케이맨 제도
  - 그랜드 케이먼 - 오웬 로버츠 국제공항
- 쿠바
  - 하바나 - 호세 마르티 국제공항
- 터크스 케이커스 제도
  - 프로비던셜스 - 프로비던셜스 국제공항
- 푸에르토리코
  - 산 후안 - 루이스 무노즈 마린 국제공항

### 오세아니아

#### 오스트랄라시아
- 오스트레일리아
  - 시드니 - 시드니 킹스포드 스미스 국제공항
- 뉴질랜드}
  - 오클랜드 - 오클랜드 국제공항 - (2023년 10월 29일 신규취항)[4]

#### 미크로네시아
- 팔라우
  - 코로르 - 팔라우 국제공항 계절편

## 과거 취항지

### 아시아

#### 동아시아
- 대한민국
  - 서울 - 김포국제공항
  - 부산 - 김해국제공항[5]
- 중화인민공화국
  - 베이징 - 베이징 수도 국제공항
- 홍콩
  - 홍콩 - 홍콩 첵랍콕 국제공항
  - 홍콩 - 홍콩 카이탁 국제공항
- 일본
  - 도쿄 - 나리타 국제공항
  - 나고야 - 나고야 코마키 공항
  - 후쿠오카 - 후쿠오카 공항
- 중화민국
  - 타이베이 - 타이완 타오위안 국제공항

#### 동남아시아
- 베트남
  - 호치민 - 떤선녓 국제공항
- 싱가포르
  - 싱가포르 - 싱가포르 창이 국제공항
- 태국
  - 방콕 - 돈므앙 국제공항
  - 방콕 - 수완나품 국제공항
- 필리핀
  - 세부 - 막탄 세부 국제공항

#### 남아시아
- 인도
  - 델리 - 인디라 간디 국제공항
  - 첸나이 - 첸나이 국제공항[6],

#### 서남아시아
- 아랍에미리트
  - 두바이 - 두바이 국제공항
- 요르단
  - 암만 - 퀸 알리아 국제공항
- 쿠웨이트
  - 쿠웨이트 시티 - 쿠웨이트 국제공항

### 아프리카

#### 서아프리카
- 나이지리아
  - 아부자 - 은남디 아지키웨 국제공항
- 라이베리아
  - 몬로비아 - 로버츠 국제공항
- 세네갈
  - 다카르 - 레오폴 세다르 상고르 국제공항

#### 남아프리카
- 남아프리카 공화국
  - 케이프타운 - 케이프타운 국제공항

#### 북아프리카
- 이집트
  - 카이로 - 카이로 국제공항

### 유럽

#### 서유럽
- 영국
  - 맨체스터 - 맨체스터 공항
- 프랑스
  - 파리 - 파리 오를리 공항
- 독일
  - 베를린 - 베를린 테겔 국제공항 계절편
  - 함부르크 - 함부르크 공항

#### 중유럽
- 스위스
  - 제네바 - 제네바 국제공항
- 오스트리아
  - 빈 - 빈 국제공항

#### 남유럽
- 스페인
  - 발렌시아 - 발렌시아 공항 계절편
- 이탈리아
  - 피사 - 피사 갈릴레오 갈릴레이 국제공항 계절편
- 튀르키예
  - 이스탄불 - 아타튀르크 국제공항
- 포르투갈
  - 폰타 델가다 - 조앙 파울루 2세 공항

#### 동유럽
- 러시아
  - 모스크바 - 셰레메티예보 국제공항
  - 상트페테르부르크 - 풀코보 국제공항
- 루마니아
  - 부쿠레슈티 - 헨리 코안더 국제공항
- 우크라이나
  - 키예프 - 보리스필 국제공항
- 폴란드
  - 바르샤바 - 바르샤바 프레드릭 쇼팽 국제공항
- 헝가리
  - 부다페스트 - 부다페스트 페리 헤지 국제공항

#### 북유럽
- 노르웨이
  - 오슬로 - 오슬로 가르데르모엔 국제공항
- 스웨덴
  - 스톡홀름 - 스톡홀름 알란다 국제공항 계절편
- 핀란드
  - 헬싱키 - 헬싱키 반타 국제공항

### 아메리카

#### 북아메리카
- 미국
  - 벌링턴 - 벌링턴 국제공항
  - 캐스퍼 - 캐스퍼 내트로나 카운티 국제공항
  - 케치칸 - 케치칸 국제공항
  - 코퍼스크리스티 - 코퍼스크리스티 국제공항
  - 테레호트 - 테레호트 국제공항
  - 그린우드 - 그린우드 공항
  - 뉴 베드포드 - 뉴 베드포드 리저널 공항
  - 레버넌 - 레버넌 공항
  - 머리디언 - 머리디언 리저널 공항
  - 먼로 - 먼로 리저널 공항
  - 버뱅크 - 밥 호프 공항
  - 뷰트 - 버트 무니 공항
  - 우스터 - 우스터 리저널 공항
  - 킨 - 딜란트 홉킨스 공항
  - 파두카 - 바클리 리저널 공항
  - 포트워스 - 아몬 카터 공항
  - 프레스크아일 - 프레스크아일 노던 마리나 공항
  - 헬레나 - 헬레나 리저널 공항
- 멕시코
  - 몬테레이 - 제너럴 마리아노 에스코베도 국제공항
  - 아카풀코 - 제너럴 후안 N. 알바레스 국제공항

#### 남아메리카
- 가이아나'
  - 조지타운 - 체디 차카 국제공항
- 브라질
  - 레시페 - 지우베르투 프레이르 국제공항
  - 마나우스 - 에두아르도 고메스 국제공항
  - 브라질리아 - 브라질리아 국제공항
  - 포르탈레자 - 핀투 마르틴스 국제공항
- 에콰도르
  - 과야킬 - 호세 호아킨 데 올메도 국제공항
- 콜롬비아
  - 메데인 - 호세 마리아 코르도바 국제공항

#### 카리브해
- 도미니카 공화국
  - 푸에르토플라타 - 그레고리오 루페론 국제공항
- 바하마
  - 프리포트 - 그랜드 바하마 국제공항
- 아이티
  - 포르토프랭스 - 투생 루베르튀르 국제공항
- 퀴라소
  - 빌렘스타트 - 하토 국제공항
- 트리니다드 토바고
  - 포트오브스페인 - 피아르코 국제공항
- 프랑스령 과들루프
  - 푸앵타피트르 - 푸앵타피트르 국제공항

### 오세아니아

#### 미크로네시아
- 괌
  - 괌 - 앤토니오 B. 원 팻 국제공항
- 북마리아나 제도
  - 사이판 - 사이판 국제공항